# Campionati mondiali juniores di sci alpino 2011
I Campionati mondiali juniores di sci alpino 2011 si sono svolti in Svizzera, a Crans-Montana, dal 30 gennaio al 5 febbraio. Il programma ha incluso gare di discesa libera, supergigante, slalom gigante, slalom speciale e combinata, tutte sia maschili sia femminili. A contendersi i titoli di campioni mondiali juniores sono stati i ragazzi e le ragazze nati tra il 1991 e il 1995.

## Risultati

### Uomini

#### Discesa libera
| Pos. | Atleta             | Nazione     | Tempo   |
| ---- | ------------------ | ----------- | ------- |
| 1    | Boštjan Kline      | Slovenia    | 1:37,34 |
| 2    | Frederic Berthold  | Austria     | 1:37,38 |
| 3    | Otmar Striedinger  | Austria     | 1:37,78 |
| 4    | Keith Moffat       | Stati Uniti | 1:38,16 |
| 5    | Marvin Ackermann   | Germania    | 1:38,43 |
| 6    | Nils Mani          | Svizzera    | 1:38,53 |
| 7    | Jørn Lunn Olsen    | Norvegia    | 1:38,55 |
| 8    | Vincent Kriechmayr | Austria     | 1:38,74 |
| 9    | Ralph Weber        | Svizzera    | 1:38,75 |
| 10   | Mario Karelly      | Austria     | 1:38,83 |

Data: 3 febbraio

Ore: 10.15 (UTC+1)

Pista: Nationale

Partenza: 2 370 m s.l.m.

Arrivo: 1 550 m s.l.m.

Lunghezza: 820 m

Tracciatore: 

#### Supergigante
| Pos. | Atleta             | Nazione  | Tempo   |
| ---- | ------------------ | -------- | ------- |
| 1    | Boštjan Kline      | Slovenia | 1:22,43 |
| 2    | Frederic Berthold  | Austria  | 1:22,67 |
| 3    | Justin Murisier    | Svizzera | 1:23,19 |
| 4    | Johannes Kröll     | Austria  | 1:23,61 |
| 5    | Vincent Kriechmayr | Austria  | 1:23,66 |
| 6    | Manuel Schmid      | Germania | 1:23,76 |
| 7    | Phil Brown         | Canada   | 1:23,84 |
| 8    | Alessandro Brean   | Italia   | 1:23,85 |
| 9    | Fabio Renz         | Germania | 1:23,88 |
| 10   | Jørn Lunn Olsen    | Norvegia | 1:23,99 |

Data: 4 febbraio

Ore: 10.00 (UTC+1)

Pista: Nationale

Partenza: 2 147 m s.l.m.

Arrivo: 1 550 m s.l.m.

Lunghezza: 597 m

Tracciatore: 

#### Slalom gigante
| Pos. | Atleta             | Nazione   | Tempo   |
| ---- | ------------------ | --------- | ------- |
| 1    | Alexis Pinturault  | Francia   | 2:19,62 |
| 2    | Vincent Kriechmayr | Austria   | 2:20,25 |
| 3    | Mathieu Faivre     | Francia   | 2:20,71 |
| 4    | Roland Leitinger   | Austria   | 2:20,75 |
| 5    | Marcel Mathis      | Austria   | 2:20,92 |
| 6    | Martin Bischof     | Austria   | 2:21,51 |
| 7    | Justin Murisier    | Svizzera  | 2:21,53 |
| 8    | Stefan Luitz       | Germania  | 2:21,60 |
| 9    | Reto Schmidiger    | Svizzera  | 2:21,61 |
| 10   | Victor Malmström   | Finlandia | 2:21,91 |

Data: 30 gennaio

1ª manche:

Ore: 9.00 (UTC+1)

Pista: Mont Lachaux

Partenza: 1 920 m s.l.m.

Arrivo: 1 550 m s.l.m.

Dislivello: 370 m

Tracciatore: 

2ª manche:

Ore: 11.30 (UTC+1)

Pista: Mont Lachaux

Partenza: 1 920 m s.l.m.

Arrivo: 1 550 m s.l.m.

Dislivello: 370 m

Tracciatore: 

#### Slalom speciale
| Pos. | Atleta               | Nazione     | Tempo   |
| ---- | -------------------- | ----------- | ------- |
| 1    | Reto Schmidiger      | Svizzera    | 1:28,54 |
| 2    | Justin Murisier      | Svizzera    | 1:30,08 |
| 3    | Mathias Rolland      | Francia     | 1:30,57 |
| 4    | Klemen Kosi          | Slovenia    | 1:30,97 |
| 5    | Santeri Paloniemi    | Finlandia   | 1:31,32 |
| 6    | Erik Read            | Canada      | 1:31,54 |
| 7    | Mathieu Faivre       | Francia     | 2:31,73 |
| 8    | Matthew Strand       | Stati Uniti | 2:31,83 |
| 9    | Juho-Pekka Penttinen | Finlandia   | 2:31,91 |
| 10   | Phil Brown           | Canada      | 2:31,92 |

Data: 31 gennaio

1ª manche:

Ore: 9.00 (UTC+1)

Pista: Mont Lachaux

Partenza: 1 750 m s.l.m.

Arrivo: 1 550 m s.l.m.

Dislivello: 200 m

Tracciatore: 

2ª manche:

Ore: 11.30 (UTC+1)

Pista: Mont Lachaux

Partenza: 1 750 m s.l.m.

Arrivo: 1 550 m s.l.m.

Dislivello: 200 m

Tracciatore: 

#### Combinata
| Pos. | Atleta              | Nazione  |
| ---- | ------------------- | -------- |
| 1    | Reto Schmidiger     | Svizzera |
| 2    | Justin Murisier     | Svizzera |
| 3    | Phil Brown          | Canada   |
| 4    | Mathieu Faivre      | Francia  |
| 5    | Erik Read           | Canada   |
| 6    | Klemen Kosi         | Slovenia |
| 7    | Vincent Kriechmayr  | Austria  |
| 8    | Nils Mani           | Svizzera |
| 9    | Gabriel Anthamatten | Svizzera |
| 10   | Francesco Romano    | Italia   |

Data: 30 gennaio-3 febbraio

Classifica ottenuta attraverso i piazzamenti ottenuti
in discesa libera, slalom gigante e slalom speciale

### Donne

#### Discesa libera
| Pos. | Atleta                  | Nazione  | Tempo   |
| ---- | ----------------------- | -------- | ------- |
| 1    | Lotte Smiseth Sejersted | Norvegia | 1:32,11 |
| 2    | Wendy Holdener          | Svizzera | 1:32,45 |
| 3    | Cornelia Hütter         | Austria  | 1:32,80 |
| 4    | Jessica Depauli         | Austria  | 1:32,89 |
| 5    | Joana Hählen            | Svizzera | 1:32,95 |
| 6    | Priska Nufer            | Svizzera | 1:32,98 |
| 7    | Jasmin Rothmund         | Svizzera | 1:32,99 |
| 8    | Andrea Thürler          | Svizzera | 1:33,37 |
| 9    | Sarah Freeman           | Canada   | 1:33,63 |
| 10   | Elena Curtoni           | Italia   | 1:33,71 |

Data: 1º febbraio

Ore: 10.15 (UTC+1)

Pista: Nationale

Partenza: 2 370 m s.l.m.

Arrivo: 1 550 m s.l.m.

Lunghezza: 820 m

Tracciatore: 

#### Supergigante
| Pos. | Atleta                  | Nazione  | Tempo   |
| ---- | ----------------------- | -------- | ------- |
| 1    | Elena Curtoni           | Italia   | 1:28,23 |
| 2    | Jasmin Rothmund         | Svizzera | 1:28,53 |
| 3    | Cornelia Hütter         | Austria  | 1:28,90 |
| 4    | Priska Nufer            | Svizzera | 1:28,99 |
| 5    | Lisa Magdalena Agerer   | Italia   | 1:29,15 |
| 6    | Jasmine Flury           | Svizzera | 1:29,19 |
| 7    | Veronique Hronek        | Germania | 1:29,23 |
| 7    | Lotte Smiseth Sejersted | Norvegia | 1:29,23 |
| 9    | Corinne Suter           | Svizzera | 1:29,32 |
| 10   | Estelle Alphand         | Francia  | 1:29,32 |

Data: 5 febbraio

Ore: 10.00 (UTC+1)

Pista: Nationale

Partenza: 2 147 m s.l.m.

Arrivo: 1 550 m s.l.m.

Lunghezza: 597 m

Tracciatore: 

#### Slalom gigante
| Pos. | Atleta                | Nazione       | Tempo   |
| ---- | --------------------- | ------------- | ------- |
| 1    | Sara Hector           | Svezia        | 2:28,27 |
| 2    | Lisa Magdalena Agerer | Italia        | 2:28,43 |
| 3    | Wendy Holdener        | Svizzera      | 2:29,44 |
| 4    | Veronique Hronek      | Germania      | 2:29,70 |
| 5    | Adeline Baud          | Francia       | 2:30,19 |
| 6    | Lena Dürr             | Germania      | 2:30,43 |
| 7    | Andrea Thürler        | Svizzera      | 2:31,15 |
| 8    | Coralie Frasse Sombet | Francia       | 2:31,50 |
| 9    | Rebecca Bühler        | Liechtenstein | 2:31,88 |
| 10   | Madison Irwin         | Canada        | 2:32,41 |

Data: 2 febbraio

1ª manche:

Ore: 9.00 (UTC+1)

Pista: Mont Lachaux

Partenza: 1 920 m s.l.m.

Arrivo: 1 550 m s.l.m.

Dislivello: 370 m

Tracciatore: 

2ª manche:

Ore: 11.30 (UTC+1)

Pista: Mont Lachaux

Partenza: 1 920 m s.l.m.

Arrivo: 1 550 m s.l.m.

Dislivello: 370 m

Tracciatore: 

#### Slalom speciale
| Pos. | Atleta                  | Nazione     | Tempo   |
| ---- | ----------------------- | ----------- | ------- |
| 1    | Jessica Depauli         | Austria     | 1:40,32 |
| 2    | Anna Swenn Larsson      | Svezia      | 1:41,22 |
| 3    | Mikaela Shiffrin        | Stati Uniti | 1:41,27 |
| 4    | Wendy Holdener          | Svizzera    | 1:42,03 |
| 5    | Brittany Phelan         | Canada      | 1:42,13 |
| 6    | Simona Hösl             | Germania    | 1:42,48 |
| 7    | Jasmin Rothmund         | Svizzera    | 2:42,57 |
| 8    | Lotte Smiseth Sejersted | Norvegia    | 2:43,29 |
| 9    | Lisa-Maria Zeller       | Austria     | 2:43,63 |
| 10   | Emelie Wikström         | Svezia      | 2:43,93 |

Data: 3 febbraio

1ª manche:

Ore: 9.00 (UTC+1)

Pista: Mont Lachaux

Partenza: 1 710 m s.l.m.

Arrivo: 1 550 m s.l.m.

Dislivello: 160 m

Tracciatore: 

2ª manche:

Ore: 11.30 (UTC+1)

Pista: Mont Lachaux

Partenza: 1 710 m s.l.m.

Arrivo: 1 550 m s.l.m.

Dislivello: 160 m

Tracciatore: 

#### Combinata
| Pos. | Atleta                   | Nazione    |
| ---- | ------------------------ | ---------- |
| 1    | Wendy Holdener           | Svizzera   |
| 2    | Andrea Thürler           | Svizzera   |
| 3    | Joana Hählen             | Svizzera   |
| 4    | Lisa Magdalena Agerer    | Italia     |
| 5    | Kristine Gjelsten Haugen | Norvegia   |
| 6    | Ramona Siebenhofer       | Austria    |
| 7    | Ana Bucik                | Slovenia   |
| 8    | Barbara Kantorová        | Slovacchia |
| 9    | Andrea Zemanová          | Rep. Ceca  |

Data: 1º-3 febbraio

Classifica ottenuta attraverso i piazzamenti ottenuti
in discesa libera, slalom gigante e slalom speciale

## Medagliere per nazioni
| Pos. | Nazione     | Oro | Argento | Bronzo | Totale |
| ---- | ----------- | --- | ------- | ------ | ------ |
| 1    | Svizzera    | 3   | 5       | 3      | 11     |
| 2    | Slovenia    | 2   | 0       | 0      | 2      |
| 3    | Austria     | 1   | 3       | 3      | 7      |
| 4    | Italia      | 1   | 1       | 0      | 2      |
| 4    | Svezia      | 1   | 1       | 0      | 2      |
| 6    | Francia     | 1   | 0       | 2      | 3      |
| 7    | Norvegia    | 1   | 0       | 0      | 1      |
| 8    | Canada      | 0   | 0       | 1      | 1      |
| 8    | Stati Uniti | 0   | 0       | 1      | 1      |